# Spellbound Entertainment
Spellbound Entertainment è stata un'azienda tedesca di sviluppo di videogiochi con sede a Offenburg. L'azienda fu fondata nel 1994 da Armin Gessert. È famosa per la serie western Desperados.
L'azienda ha anche sviluppato Arcania: Gothic 4, quarto titolo della serie Gothic, e l'espansione ArcaniA: Fall of Setarrif. Nel 2012 l'azienda andò in insolvenza. Fu rifondata con il nome Black Forest Games.

## Giochi prodotti
- Perry Rhodan: Operation Eastside (1995)
- Airline Tycoon (1998–2003)
- Desperados: Wanted Dead or Alive (2001)
- Robin Hood: The Legend of Sherwood (2002)
- Chicago 1930 (2003)
- Smoking Colts (2003)
- Starsky & Hutch (2003)
- Desperados 2: Cooper's Revenge (2006)
- Desperados 2: Cooper's Revenge (2006)
- Helldorado (2007)
- Helldorado (2007)
- Giana Sisters DS (2009)
- Giana Sisters DS (2009)
- Arcania: Gothic 4 (2010)
- ArcaniA: Fall of Setarrif (2011)